# Franciszek Kwiatkowski
Franciszek Kwiatkowski (ur. 13 września 1888 w Starym Sączu, zm. 24 kwietnia 1949 w Zakopanem) – jezuita, filozof, autor Filozofii wieczystej.

## Życiorys
W 1903  wstąpił do zakonu jezuitów. W latach 1908–1910 studiował filozofię w Kolegium Filozoficznym Jezuitów w Nowym Sączu. W latach 1913–1917 studiował teologię w Ore Place k. Hastings w Anglii, gdzie w 1916 przyjął święcenia kapłańskie. 3 lipca 1917 roku zdał tam dwugodzinny egzamin z całości filozofii i teologii (tzw. egzamin ad gradum), na podstawie czego – zgodnie z ówczesnym ustawodawstwem – uzyskał w 1920 stopień doktora filozofii i teologii. 
W latach 1919–1925 Kwiatkowski wykładał filozofię w Seminarium Duchownym w Poznaniu. Od 1925 był profesorem filozofii w Kolegium Filozoficznym Jezuitów w Nowym Sączu, przeniesionym w 1926 do Krakowa (w 1932 studium uzyskało status Wydziału Filozoficznego). Od września 1940 Kwiatkowski wykładał filozofię na tymże Wydziale Filozoficznym, przeniesionym wskutek wojny z Krakowa do Nowego Sącza. W 1946 wraz z Wydziałem Filozoficznym wrócił do Krakowa.

## Główne prace pisarskie
Kwiatkowski przełożył i wydał z uzupełnieniami podręcznik A. Stöckla Grundriss der Geschichte der Philosophie (z 4. wydania, Mainz 1924, które opracował G. Weingärtner). Wydanie pierwsze ukazało się w Krakowie w 1927 pt. Historia filozofii w zarysie; wyd. 2 opublikowano już w 1928. Wydanie trzecie (1930, ss. 655) zostało przejrzane, uzupełnione i znacznie rozszerzone. Kwiatkowski dodał zwłaszcza Historię filozofii w Polsce (s. 547–622), opartą głównie na szkicu Maurycego Straszewskiego pt. Myśl filozoficzna polska. Praca: Historia filozofii w Polsce ukazała się również osobno (Kraków 1930, ss. 80).
W latach czterdziestych powstała Filozofia wieczysta w zarysie (t. 1–3, Kraków 1947, 1067 stron). Zawiera wiadomości wstępne i zarys historii filozofii oraz syntetyczny wykład całokształtu „filozofii wieczystej” (philosophia perennis), w duchu filozofii neotomistycznej. Dzieło składa się z następujących części: filozofia myśli, filozofia prawdy, filozofia bytu, filozofia świata nieżywotnego, filozofia duszy, filozofia Boga, filozofia obyczaju (etyka) ogólna i szczegółowa: indywidualna, społeczna i polityczna.
Kwiatkowski publikował nadto broszury, artykuły, sprawozdania i recenzje o tematyce filozoficznej i religijnej; bibliografia jego prac liczy ok. 400 pozycji. Oto niektóre prace o charakterze filozoficznym:
1. Stosunek filozofii do teologii, Przegląd Powszechny, 37: 1920 t. 147/148 s. 287–298.
2. Spirytyzm, czyli obcowanie z duchami, Poznań 1923, ss. 40.
3. Primus Philosophorum Poloniae Congressus (9-13 Maii 1923), Gregorianum, 5: Roma 1924, s. 167–168.
4. Teozofia i antropozofia, czyli nauka tajemna o Bogu i człowieku, Poznań 1925, ss. 54.
5. Najnowszy zwrot ku realizmowi. Referat wygłoszony na I Polskim Zjeździe Filozofów we Lwowie w roku 1924, Przegląd Filozoficzny, 30: 1927, s.47–48.
6. II Polski Zjazd Filozoficzny, Przegląd Powszechny, 44: 1927 t.176 s. 353–356.
7. Metoda nauczania filozofii w seminariach duchownych, w: Pamiętnik V Zjazdu Związku Zakładów Teologicznych, odbytego w Łodzi w 1929 r., Kielce 1929, s. 103–119.
8. Hylemorfizm a najnowsze teorie przyrodnicze, Nasza Myśl Teologiczna, 1: Lwów 1930, s. 32–33.
9. Wzorowy wykład na temat: „formae educuntur e potentia materiae”, w: Pamiętnik VI Zjazdu Związku Zakładów Teologicznych w Polsce, odbytego w Poznaniu, Kielce 1931, s. 145–154.
10. Międzynarodowy Kongres Tomistyczny w Poznaniu, Przegląd Powszechny, 51: 1934, t. 204, s. 279–283.
11. Św. Albert Wielki obrońcą św. Tomasza z Akwinu, Ateneum Kapłańskie, 22: 1936, t. 37, s. 209–223, oraz odbitka: Włocławek 1936, ss. 17.
12. Polská filosofie, w: Kratochvíl i in., Filosofický Slovník, Brno 1937, s. 397–407.
13. Filozofia złotego środka na przełomie dziejów, Lwów 1938, ss. 33.
14. Wrońskizm a katolicyzm, Przegląd Powszechny, 55: 1938 t. 220, s. 297–311.
Niektóre ze swych wcześniej opublikowanych prac Kwiatkowski uzupełnił i wydał ponownie w zbiorze pt. Z pogranicza filozofii i teologii. Wykłady dla katolickiej inteligencji (Kraków 1938, ss. 568).

## O Kwiatkowskim
- Filozofia w Polsce. Słownik pisarzy, Wrocław 1971, s. 213;
- Polski Słownik Biograficzny, t. 16, Wrocław 1971, s. 352–353;
- Słownik Polskich Teologów Katolickich, t. 6, Warszawa 1983, s. 279–285;
- Encyklopedia wiedzy o jezuitach na ziemiach Polski i Litwy, 1564–1995, Kraków 1996, s. 351;
- Powszechna Encyklopedia Filozofii, t. 6, Lublin 2005, s. 170–171;
- Cz. Głombik, Tomizm czasów nadziei, Katowice 1994 s. 26, 54–58, 109–111, 240;
- R. Darowski, Filozofia jezuitów w Polsce w XX wieku, Kraków 2001, s. 181–196;
- Cz. Głombik, Wartościowanie w procesach poznania historyczno-filozoficznego (w nawiązaniu do prac Franciszka Kwiatkowskiego), ΣΟΦΙΑ [Sofia], nr 5 (Rzeszów 2005), s. 59–74.
- FRANCISZEK KWIATKOWSKI, w: R. Darowski, Filozofia jezuitów w Polsce w XX wieku, Kraków 2001, s. 181–196.